# マーロン・ジャクソン
マーロン・ジャクソン（Marlon Jackson、1957年3月12日 - ）は、アメリカ合衆国の歌手。ジャクソン一家の四男で、弟の一人はマイケル・ジャクソン。

## 人物・エピソード
双子の弟で五男のブランドン・ジャクソン（Brandon Jackson）がいたが、生後数時間で死去した。マイケルによると父親ジョセフから一番ひどい暴力を振るわれたのがマーロンだという。父親からは「何故お前はマイケルのように歌えない! 踊れない!」などとマイケルと比較するような発言もされたという。何度もジャクソン5を辞めさせられそうになり、一度離脱もしたが、その度に母親のキャサリンがフォローしていたのではないかと言われる。しかし、変声期前なのにコーラスに回ったりと扱いは相変わらずであった。彼は様々な人から歳の近いマイケルと比較されていたが、ダンスをやめずにクタクタになるまで練習に励んでいたという。
歌手としての資質に着目すると、ジャーメインに声質が似ていると言われ、また、マイケルのような発声をしばしば試みている。ジャクソンズのアルバム『ヴィクトリー』の「body」ではリード・ボーカルを担当しており、あまり聴くことができなかった彼の歌声が聴ける貴重な歌ともいえるだろう。マイケルとほぼ同時期にジャクソンズを脱退。1987年にソロ・アルバム『ベイビー・トゥナイト』をリリースした。また同年、映画『ハイスクール・ボンバーズ』にも高校生役で出演した（共演はマイケル・ダグラスの実弟エリック・ダグラス）。
その後は不動産業に転じ、現在はケーブルネットワーク「ブラック・ファミリー・チャンネル」の共同所有者である。
私生活では、1975年8月16日にキャロル・アン・パーカーと結婚。ほとんど駆け落ち同然の結婚であった。兄弟の中では長姉のリビーと同様、離婚の経験がない。ヴァレンシア、ブリトニー、マーロンJrという3人の子供がおり、2013年8月現在では既に4人の孫が生まれている。なお、息子のマーロンJrとはソロ曲「Baby Tonight」のPVで共演しており、マーロンJrは現在「Chye Beats」の名義で歌手活動をしている。
兄弟の中では年の差一歳ほどと最もマイケルに年齢が近く、幼少時代は仕事の合間によく遊んだり悪戯をして楽しんだりし、2人で寝るときどちらかが寝つくまでずっと話していたという。2009年のマイケルの追悼式では涙を流しながら「僕の代わりに（生後すぐに亡くなった双子の）弟のブランドンを抱きしめてやってくれ」と語りかけた。

## ディスコグラフィ

### スタジオ・アルバム
- 『ベイビー・トゥナイト』 - Baby Tonight (1987年、Capitol)

### シングル
- "(Let Your Love Find) The Chosen One" (1986年) ※映画『ゴールデン・チャイルド』サウンドトラックに収録
- "Baby Tonight" (1987年)
- "Don't Go" (1987年) ※R&Bチャート2位

## フィルモグラフィ

### 映画
- 『ハイスクール・ボンバーズ』 - Student Confidential (1987年)